# Geranium alpicola
Geranium alpicola är en näveväxtart som beskrevs av Ludwig Eduard Loesener. Geranium alpicola ingår i släktet nävor, och familjen näveväxter. Inga underarter finns listade i Catalogue of Life.